# Amponville
Amponville település Franciaországban, Seine-et-Marne megyében. Lakosainak száma 351 fő (2022. január 1.). Amponville Rumont, Boissy-aux-Cailles, Buthiers, La Chapelle-la-Reine, Fromont, Guercheville és Larchant községekkel határos.

## Népesség
A település népességének változása:
| Lakosok száma | 388  | 363  | 366  | 351  | 344  | 337  | 342  | 346  | 351  |
|               | 2013 | 2015 | 2016 | 2017 | 2018 | 2019 | 2020 | 2021 | 2022 |